# Vito Corbelli
Vito Corbelli (nascido em 17 de fevereiro de 1941) é um ex-ciclista samarinês que competiu no ciclismo nos Jogos Olímpicos de Verão de 1960.